# 데어데블 (드라마)
《데어데블》(영어: Daredevil)은 미국의 웹 텔레비전 시리즈이다. 동명의 마블 코믹스 캐릭터를 기반으로 하며 드루 고더드의 주도로 넷플릭스에서 제작·방영하였다. 마블 시네마틱 유니버스 세계관에 속해 있으며 《디펜더스》 시리즈의 첫 작품이다. 시즌 1은 마블 텔레비전이 ABC 스튜디오와 고다드 텍스타일, 그리고 디나이트 프로덕션과 손을 잡고 제작했다. 또한 시즌 1에서는 스티븐 S. 디나이트가 쇼러너를 맡았다. 시즌 2에서는 디나이트는 물러나고 더그 피트리, 마르코 라미레즈가 함께 쇼러너를 맡았다. 고더드는 두 시즌 모두에서 컨설턴트로 일했다.
찰리 콕스가 주인공 맷 머독 / 데어데블 역을 맡았으며, 빈센트 도노프리오, 데보라 앤 울, 엘든 헨슨, 밥 건턴, 본디 커티스홀 등이 주연으로 출연한다.
시즌 1의 모든 에피소드가 2015년 4월 10일 넷플릭스 홈페이지에서 공개되었다. 시즌 2의 모든 에피소드가 2016년 3월 18일 넷플릭스를 통해 공개되었다.

## 줄거리
시즌 1에서는, 어릴 적 사고로 시각 장애인이 되었으나 시각을 제외한 나머지 감각들이 초인적으로 발달한 맷 머독이, 낮에는 변호사로 일하면서 밤에는 뉴욕 시 헬스키친의 거리에서 데어데블이 되어, 악독한 범법자 윌슨 피스크가 주도하는 범죄의 음모를 파헤친다. 시즌 2에서는, 머독은 계속해서 변호사로서의 삶과 데어데블로서의 삶을 이어나간다. 그러면서 범죄자에게 훨씬 치명적인 수단을 사용하는 자경단, 프랭크 캐슬 / 퍼니셔를 만나게 되고, 예전 여자친구인 엘렉트라 나치오스가 돌아오게 된다.

## 배역

### 주역
- 찰리 콕스 - 맷 머독 / 데어데블 역
- 데보라 앤 월 - 캐런 페이지 역
- 엘든 헨슨 - 포기 넬슨 역
- 토비 레너드 무어 - 제임스 웨슬리 역
- 본디 커티스홀 - 벤 유릭 역
- 밥 건턴 - 릴런드 아울슬리 역
- 아예렛 주러 - 버네사 마리아나 역
- 로사리오 도슨 - 클레어 템플 역
- 빈센트 도노프리오 - 윌슨 피스크 / 킹핀 역
- 존 번설 - 프랭크 캐슬 / 퍼니셔 역
- 엘로디 융 - 엘렉트라 내치오스 역
- 스티븐 라이더 - 블레이크 타워

### 조역
- 피터 맥로비 - 랜텀 역
- 롭 모건 - 터크 배릿 역
- 로이스 존슨 - 브렛 머호니 역
- 대릴 에드워즈 - 칼 호프먼 역
- 크리스 타디오 - 크리스천 블레이크 역
- 웨이징 - 마담 가오 역
- 피터 신코다 - 노부 요시오카 역
- 니콜라이 니콜래프 - 블라디미르 란스카호프 역
- 수전 배런 - 조시 역
- 아드리안 레녹스 - 도리스 유릭 역
- 제프리 캔터 - 미첼 엘리슨 역
- 수잰 H. 스마트 - 셜리 벤슨 역
- 주디스 델가도 - 엘레나 카르데나스 역
- 에이미 럿버그 - 마시 스탈 역
- 스콧 글렌 - 스틱 역

수수께끼의 무술인이자, 맷 머독의 스승. 스티븐 S. 디나이트에 따르면 처음에는 일본 배우 지바 신이치가 맡을 예정이었으나, 각본가들과의 협의 끝에 《레프트오버》에서 인상적인 연기를 보여준 스콧 글렌으로 교체되었다.
- 톰 워커 - 프랜시스 역
- 맷 제럴드 - 멜빈 포터 역
- 미셸 허드 - 서맨사 레예스
- 메릴린 토러스 - 루이자 델가도
- 론 나카하라 - 히로치
- 존 퍼키스 - 스탠 깁슨

### 단역
- 캐리앤 모스 - 제리 호가스
- 존 패트릭 헤이든 - 잭 머독

맷 머독의 아버지이자 권투 선수.
- 기디언 에머리 - 아나톨리 란스카호프
- 피터 게러티 - 실크
- 앨릭스 팰버그 - 세묜
- 모이세스 아세베도 - 산티노
- 케빈 네이글 - 로스코 스위니
- 카시아 밀러 - M. 콜드웰
- 재슨 피니 - 스톤(데이비드 소볼로프 목소리 출연)
- 도메닉 롬버도지 - 윌슨 피스크
- 필리스 서머빌 - 말린 빈스테인
  - 앤절라 리드 - 젊은 시절의 말린
- 리처드 비킨스 - 패리시 랜드먼
- 조너선 워커 - 랜돌프 체리
- 존 비앙코 - 지미 "더 베어"
- 매케일럽 버넷 - 엘리엇 "그로토" 그로트
- 레이 이아니셀리 - 제리
- 토니 커런 - 핀 쿨리
- 캣 마스터슨 - 톰슨
- 디어드리 매디건 - 신시아 배처
- 에릭 마이클 질레트 - 그레고리 테퍼
- 클랜시 브라운 - 레이 슈노버
- 윌리엄 포사이드 - 더튼
- 대니 존슨 - 벤저민 도너번
- 루커스 엘리엇 에벌 - 대니얼 깁슨
- 질 마리니 - 자크 뒤샹
- 로런스 메이슨 - 스타

## 에피소드

### 시즌 1
| 회차 | 제목                                                 | 감독               | 각본                                  | 방송날짜        |
| ---- | ---------------------------------------------------- | ------------------ | ------------------------------------- | --------------- |
| 1    | "권투장으로 (Into the Ring)"                         | 필 에이브러햄      | 드루 고더드                           | 2015년 4월 10일 |
| 2    | "컷 맨 (Cut Man)"                                    | 필 에이브러햄      | 드루 고더드                           | 2015년 4월 10일 |
| 3    | "눈보라 속의 토끼 (Rabbit in a Snow Storm)"          | 애덤 케인          | 마르코 라미레스                       | 2015년 4월 10일 |
| 4    | "집안 내력 (In the Blood)"                           | 켄 지로티          | 크리스토스 게이지                     | 2015년 4월 10일 |
| 5    | "불타는 세상 (World on Fire)"                        | 패런 블랙번        | 루크 캘토                             | 2015년 4월 10일 |
| 6    | "저주받은 자 (Condemned)"                            | 가이 펄랜드        | 조 퍼캐스키, 마르코 라미레스          | 2015년 4월 10일 |
| 7    | "스틱 (Stick)"                                       | 브래드 터너        | 더글러스 피트리                       | 2015년 4월 10일 |
| 8    | "유리 속의 그림자 (Shadows in the Glass)"            | 스티븐 서직        | 스티븐 S. 디나이트                    | 2015년 4월 10일 |
| 9    | "호랑이도 제 말하면 온다 (Speak of the Devil)"       | 넬슨 매코믹        | 크리스토스 게이지, 루스 플레처 게이지 | 2015년 4월 10일 |
| 10   | "넬슨 대 머독 (Nelson v. Murdock)"                   | 패런 블랙번        | 루크 캘토                             | 2015년 4월 10일 |
| 11   | "선의의 길 (The Path of the Righteous)"              | 닉 고메스          | 스티븐 S. 디나이트, 더글러스 피트리   | 2015년 4월 10일 |
| 12   | "우리가 살려 놓은 사람들 (The Ones We Leave Behind)" | 에이러스 린        | 더글러스 피트리                       | 2015년 4월 10일 |
| 13   | "데어데블 (Daredevil)"                               | 스티븐 S. 디나이트 | 스티븐 S. 디나이트                    | 2015년 4월 10일 |

### 시즌 2
| 회차 | 제목                                                 | 감독                | 각본                                 | 방송날짜        |
| ---- | ---------------------------------------------------- | ------------------- | ------------------------------------ | --------------- |
| 1    | "탕! (Bang)"                                         | 필 에이브러햄       | 더그 피트리, 마르코 라미레스         | 2016년 3월 18일 |
| 2    | "함정 (Dogs to a Gunfight)"                          | 필 에이브러햄       | 마르코 라미레스, 더그 피트리         | 2016년 3월 18일 |
| 3    | "두 남자의 정의 (New York's Finest)"                 | 마크 좁스트         | 마크 버하이든                        | 2016년 3월 18일 |
| 4    | "페니와 다임 (Penny and Dime)"                       | 피터 호어           | 존 C. 켈리                           | 2016년 3월 18일 |
| 5    | "결박 (Kinbaku)"                                     | 플로리아 시지스몬디 | 로런 슈밋 히스릭                     | 2016년 3월 18일 |
| 6    | "후회 (Regrets Only)"                                | 앤디 고더드         | 스네하 코르세                        | 2016년 3월 18일 |
| 7    | "셈퍼 피델리스 (Semper Fidelis)"                     | 켄 지로티           | 루크 캘토                            | 2016년 3월 18일 |
| 8    | "유죄 (Guilty as Sin)"                               | 마이클 어픈달       | 휫 앤더슨                            | 2016년 3월 18일 |
| 9    | "천국에서의 7분 (Seven Minutes in Heaven)"           | 스티븐 서직         | 마르코 라미레스, 로런 슈밋 히스릭    | 2016년 3월 18일 |
| 10   | "상자 속의 남자 (The Man in the Box)"                | 피터 호어           | 존 C. 켈리, 휫 앤더슨, 스네하 코르세 | 2016년 3월 18일 |
| 11   | "380 (.380)"                                         | 스티븐 서직         | 마크 버하이든                        | 2016년 3월 18일 |
| 12   | "터널 끝의 어둠 (The Dark at the End of the Tunnel)" | 스티븐 S. 디나이트  | 스티븐 S. 디나이트                   | 2016년 3월 18일 |
| 13   | "헬스 키친의 겨울 (A Cold Day in Hell's Kitchen)"    | 피터 호어           | 더그 피트리, 마르코 라미레스         | 2016년 3월 18일 |